# Fômite
Um fômite (português brasileiro) ou fómite (português europeu) é qualquer objeto inanimado ou substância capaz de absorver, reter e transportar organismos contagiantes ou infecciosos (de germes a parasitas), de um indivíduo a outro.
Há vários exemplos de fômites na Medicina. Sapatos contaminados podem espalhar doenças nos pés e na boca. Outros exemplos incluem ferramentas ou utensílios como manguerinhas de chuveiro introduzidas na vagina de diversas mulheres que utilizam o mesmo banheiro e a mesma mangueira para fazerem lavagem vaginal pós coito; laringoscópios que não são apropriadamente desinfectados entre as utilizações em diversos pacientes. Toalhas sujas, talheres, maçanetas, corrimãos, ônibus e outros meios de transportes coletivos e mesmo superfícies tais como chão, paredes e mesas também podem servir de disseminadores de doenças porque são objetos que entram em contato com diversas pessoas e podem conter agentes patogênicos que são transmitidos de uns para outros devido ao uso comum desses objetos contaminados.
Pesquisadores descobriram que superfícies lisas (não-porosas), transmitem bactérias e vírus melhor que materiais porosos; assim, é mais provável que se pegue uma doença de uma maçaneta de porta do que de dinheiro em papel. A razão é que materiais porosos e, especialmente, fibrosos, absorvem e aprisionam o agente contagiante, tornando mais difícil contraí-lo apenas através do toque.

## Etimologia
A palavra fomite é derivada do acusativo singular latino fomitem, a qual corresponde o nominativo/acusativo plural fomites, literalmente significando acendalha ou fungo Fomes fomentarius usado como tal. Em inglês, como um plural latino, fomites era pronunciada originalmente como a concatenação em inglês das palavras "foam" + "it" + "ease"; mas "foe" + "mites" agora tornou-se uma pronúncia usual, e "fomite" (também pronunciada como um 'i' longo) é atualmente um sinônimo aceito para fomes.